# Delphinium batalinii
Delphinium batalinii är en ranunkelväxtart som beskrevs av Ernst Huth. Delphinium batalinii ingår i släktet storriddarsporrar, och familjen ranunkelväxter. Inga underarter finns listade i Catalogue of Life.